# Primera División de Uruguay 1905
Uruguay Association Foot-ball League 1905 var den femte säsongen av Uruguays högstaliga i fotboll. CURCC vann sin tredje titel som uruguayanska mästare. Ligan spelades som ett seriespel där samtliga fem lag mötte varandra vid två tillfällen. Totalt spelades 20 matcher med 48 gjorda mål. Aniceto Camacho (CURCC) vann skytteligan med 6 mål.

## Deltagande lag

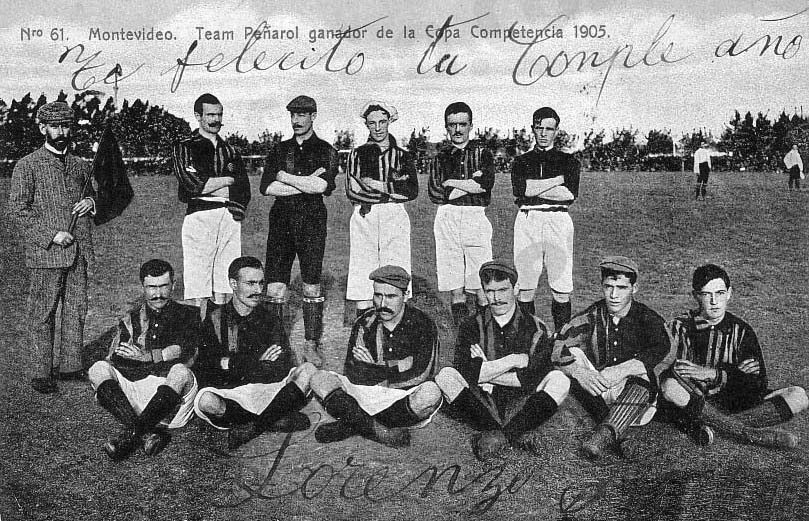
CURCC:s laguppställning 1905

Fem lag deltog i mästerskapet, samtliga lag från Montevideo. Inför säsongen bytte Deutscher namn till  Teutonia.
| Klubb                | Arena (kapacitet)           |
| -------------------- | --------------------------- |
| Albion               | Paso Molino                 |
| CURCC                | Villa Peñarol               |
| Montevideo Wanderers | Camino Millán               |
| Nacional             | Estadio Gran Parque Central |
| Teutonia             | Estadio Gran Parque Central |

## Poängtabell
| Nr | Lag ( )              | S | V | O | F | GM | IM | MS  | P  |
| -- | -------------------- | - | - | - | - | -- | -- | --- | -- |
| 1  | CURCC                | 8 | 8 | 0 | 0 | 21 | 0  | +21 | 16 |
| 2  | Nacional             | 8 | 6 | 0 | 2 | 14 | 7  | +7  | 12 |
| 3  | Montevideo Wanderers | 8 | 3 | 1 | 4 | 7  | 9  | −2  | 7  |
| 4  | Teutonia             | 8 | 2 | 1 | 5 | 6  | 18 | −12 | 5  |
| 5  | Albion               | 8 | 0 | 0 | 8 | 0  | 14 | −14 | 0  |